# حباك غليظ المنقار
الحباك غليظ المنقار (الاسم العلمي: Ploceus superciliosus) نوع من الطيور الصغيرة من فصيلة الحباك، متوطن في أنغولا، بنين، بوركينا فاسو، بوروندي، الكاميرون، جمهورية أفريقيا الوسطى، جمهورية الكونغو، جمهورية الكونغو الديمقراطية، ساحل العاج، إثيوبيا، الغابون، غانا، غينيا، غينيا بيساو، كينيا، ليبيريا، نيجيريا، رواندا، السنغال، سيراليون، جنوب السودان، السودان، تنزانيا، توغو وأوغندا.